# Alexander George McAdie
Alexander George McAdie (4 août 1863 - 1er novembre 1943) était un météorologue américain, membre de l'ancêtre du National Weather Service et professeur à l'université Harvard.

## Biographie
Après le collège, il a rejoint en 1892 le Service des transmissions de l’armée, prédécesseur du Bureau de la météorologie américain. Il fut diplômé en 1885 de l'Université Harvard tout en étant associé avec l'Observatoire météorologique de Blue Hill où il modernisa l'expérience de Benjamin Franklin en fixant un voltmètre à un cerf-volant et en mesurant la différence de tension entre le sol et plusieurs centaines de mètres en altitude.
Après ses études universitaires, il fut transféré par son employeur à San Francisco. De 1903 à 1913, il dirigea le Bureau dans cette ville. En marge de son travail, McAdie écrivit un compte rendu détaillé du séisme de 1906 à San Francisco et compila un catalogue des tremblements de terre sur la côte du Pacifique. Il fut également été vice-président du Sierra Club de 1904 à 1913.
À la fin de 1912, il est de venu directeur l'Observatoire de Blue Hill, poste qu'il occupa durant 18 ans. Parmi ses réalisations, il inventa un dispositif pour protéger les fruits du gel. Il fut un pionnier dans l'utilisation des cerfs-volants en aérologie. Il a également étudié les effets de la fumée sur l'atmosphère, le lien entre les aurores et l'électricité, ainsi que les dangers de la foudre. Il est l'auteur d'un atlas des nuages. En 1913, McAdie déménagea à Boston pour son emploi à Blue Hill et pour être professeur de météorologie à Harvard, poste qu'il conserva jusqu'en 1931. 
Il est également connu pour avoir témoigné en 1899 des effets potentiels de l'électrocution, selon expertise acquise lors de ses expériences sur la foudre, lors du premier procès appelé à décider si le fauteuil électrique était un châtiment cruel et inhabituel. Son témoignage fut utilisé contre l'utilisation de la chaise électrique pour la peine de mort.

## Notoriété
Son nom fut donné :
- Au mont McAdie dans la Sierra Nevada[4] ;
- Au cratère McAdie sur la Lune[5] ;
- À l'édifice du Fleet Weather Center de la US Navy à Norfolk, VA, car McAdie est considéré comme le père de la météorologie navale[6].